# Willy-Brandt-Platz (métro léger de Francfort)
Willy-Brandt-Platz est une station du métro de Francfort. La station est sur les lignes U1, U2, U3, U4, U5 et U8 dans le district de Innenstadt.